# Bulciago
Bulciago es una localidad y comuna de Italia ubicada en la región de Lombardia, provincia de Lecco. Su población es de 2.848 habitantes y su superficie es de 3 km².

## Demografía
| Gráfica de evolución demográfica de Bulciago entre 1861 y 2001 |
|                                                                |
| fonte ISTAT - Elaboración hecha por Wikipedia                  |